# Episodi di Last Cop - L'ultimo sbirro (seconda stagione)
La seconda stagione della serie televisiva Last Cop - L'ultimo sbirro è stata trasmessa in prima visione in Germania da Sat.1 dal 14 marzo al 20 giugno 2011.
In Italia i primi 8 episodi della stagione sono stati trasmessi da Rai 1 dal 14 agosto al 5 settembre 2012; la trasmissione italiana è ripresa il 3 luglio 2013, per concludersi il successivo 24 luglio. In Svizzera la stagione ha invece debuttato il 2 maggio 2013 su RSI LA1; dal 14 maggio successivo fino al 20 dello stesso mese, l'emittente elvetica ha trasmesso la restante parte della stagione in prima TV in lingua italiana.
| nº | Titolo originale                  | Titolo italiano       | Prima TV Germania | Prima TV in italiano |
| -- | --------------------------------- | --------------------- | ----------------- | -------------------- |
| 1  | Mord auf Distanz                  | Una vecchia passione  | 14 marzo 2011     | 14 agosto 2012       |
| 2  | Tod eines Strippers               | Largo ai giovani      | 21 marzo 2011     | 14 agosto 2012       |
| 3  | Camping für Anfänger              | Sfida al barbecue     | 28 marzo 2011     | 21 agosto 2012       |
| 4  | Wer findet, der stirbt            | Chi cerca trova       | 4 aprile 2011     | 21 agosto 2012       |
| 5  | Alle Wege führen zum Du           | Questione di fiducia  | 11 aprile 2011    | 28 agosto 2012       |
| 6  | Die Nackttanker von Huttrop       | La nuda verità        | 18 aprile 2011    | 28 agosto 2012       |
| 7  | Ich sehe was, was Du nicht siehst | La vita degli altri   | 2 maggio 2011     | 5 settembre 2012     |
| 8  | Das 5. Gebot                      | Un devoto equivoco    | 9 maggio 2011     | 5 settembre 2012     |
| 9  | Mord auf Seite 1                  | L'arte di impicciarsi | 16 maggio 2011    | 14 maggio 2013       |
| 10 | Ich weiß von nichts               | Un vuoto di memoria   | 23 maggio 2011    | 15 maggio 2013       |
| 11 | Kita des Grauens                  | Una scuola moderna    | 30 maggio 2011    | 16 maggio 2013       |
| 12 | Liebe in Not                      | Senza amore           | 6 giugno 2011     | 17 maggio 2013       |
| 13 | Die verpasste Chance              | L'ultima chance       | 20 giugno 2011    | 20 maggio 2013       |

## Una vecchia passione
- Titolo originale: Mord auf Distanz
- Diretto da: Sebastian Vigg
- Scritto da: Robert Dannenberg, Stefan Scheich

### Trama
Il cadavere di un uomo viene ritrovato in un prato, picchiato e ucciso da un colpo a distanza. Le indagini portano ad un villaggio western ed ai suoi abitanti, tra tradimenti e speculazioni edilizie. Alla centrale di polizia intanto l'atmosfera tra Mick e Meisner è diventata esplosiva a seguito della fuga di Lisa.
- Ascolti Italia: telespettatori 2.544.000 – share 15,86%[1]

## Largo ai giovani
- Titolo originale: Tod eines Strippers
- Diretto da: Sebastian Vigg
- Scritto da: Robert Dannenberg, Stefan Scheich

### Trama
Uno spogliarellista viene assassinato al termine del suo spettacolo. Ferchert, esasperato dai disastrosi risultati di Mick nei corsi di aggiornamento, elabora una strategia psicologica per indurlo ad impegnarsi.
- Ascolti Italia: telespettatori 1.992.000 – share 13,64%[1]

## Sfida al barbecue
- Titolo originale: Camping für Anfänger
- Diretto da: Sebastian Vigg
- Scritto da: Katja Töner

### Trama
In un campeggio dove si sono verificati numerosi furti, il custode viene ucciso. I misteriosi e riservati colloqui tra Meisner e Tanja attirano l'attenzione di Mick.
- Ascolti Italia: telespettatori 2.741.000 – share 15,26%[2]

## Chi cerca trova
- Titolo originale: Wer findet, der stirbt
- Diretto da: Sebastian Vigg
- Scritto da: Benjamin Karalic

### Trama
Il cadavere di uno dei titolari di un'agenzia di geocaching viene ritrovato in un bosco, ucciso da un colpo di pistola. La visita della giovane ed avvenente madre di Andreas crea molte tensioni tra lui e Mick.
- Ascolti Italia: telespettatori 2.360.000 – share 14,18%[2]

## Questione di fiducia
- Titolo originale: Alle Wege führen zum Du
- Diretto da: Sophie Allet-Coche
- Scritto da: Sandra Beck

### Trama
Nei boschi viene rinvenuto il corpo di una donna. La vittima frequentava col consorte una terapia di coppia in un vicino centro specializzato. Qui Mick e Andreas trovano anche Tanja.
- Ascolti Italia: telespettatori 3.203.000 – share 14,95%[3]

## La nuda verità
- Titolo originale: Die Nackttanker von Huttrop
- Diretto da: Sophie Allet-Coche
- Scritto da: Michael Illner

### Trama
Un pizzaiolo viene assassinato nel suo locale, poco tempo dopo aver manifestato nudo contro il prezzo della benzina in una stazione di servizio. Tanja comunica a Mick che la terapia è conclusa ma l'uomo non è entusiasta della notizia e fa di tutto per farle cambiare idea.
- Ascolti Italia: telespettatori 2.832.000 – share 14,27%[3]

## La vita degli altri
- Titolo originale: Ich sehe was, was Du nicht siehst
- Diretto da: Sophie Allet-Coche
- Scritto da: Robert Dannenberg, Stefan Scheich

### Trama
L'indagine sull'assassinio di una chiaroveggente porta ad un caso sospetto di violenza su un bambino. Mick viene a sapere che Andreas e Isabelle si sono lasciati e, non accettando la cosa, si intromette nelle loro vite.
- Ascolti Italia: telespettatori 3.412.000 – share 13,89%[4]

## Un devoto equivoco
- Titolo originale: Das 5. Gebot
- Diretto da: Sebastian Vigg
- Scritto da: Lars Albaum

### Trama
Il contabile della chiesa un tempo frequentata da Mick muore schiantandosi sui banchi dei fedeli. Al suo arrivo il commissario trova nel parroco un vecchio amico con un passato da criminale. Sull'uomo, già poco amato dalla sua comunità, si concentrano i sospetti di tutti. Tanja sta per ricevere la visita della sorella Beate, alla quale ha raccontato di avere un ragazzo. Mick si offre di reggerle il gioco.
- Ascolti Italia: telespettatori 3.108.000 – share 13,97%[4]

## L'arte di impicciarsi
- Titolo originale: Mord auf Seite 1
- Diretto da: Sebastian Vigg
- Scritto da: Joachim Friedmann, Uwe Petzold

### Trama
Il corpo senza vita di una fotoreporter viene ritrovato nella redazione del suo giornale. La vittima aveva recentemente mandato in fumo un matrimonio di alto rango ritraendo la futura sposa con il suo amante. È passato un anno dal reintegro di Mick: mentre i suoi amici gli preparano una festa, lui appare più interessato a controllare Tanja e gli uomini conosciuti su internet che la donna ha iniziato a frequentare.

## Un vuoto di memoria
- Titolo originale: Ich weiß von nichts
- Diretto da: Sebastian Vigg
- Scritto da: Jörg Alberts, Susanne Wiegand

### Trama
In una fattoria biologica un dipendente muore dopo essere stato spinto contro i denti della trebbiatrice, mentre la sua compagna e collega è vittima di un'amnesia. Nella stanza dei due vengono trovate le valigie pronte alla partenza e 15.000 Euro in contanti. La giovane viene subito sospettata dell'omicidio ma lo spaesamento dovuto alle sue condizioni psichiche portano Mick ad empatizzare con lei, ignorando ogni invito di Tanja a mantenere un distacco professionale. Parallelamente allo svolgimento delle indagini, Andreas prova a riavvicinarsi ad Isabelle.

## Una scuola moderna
- Titolo originale: Kita des Grauens
- Diretto da: Michael Wenning
- Scritto da: Michael Illner

### Trama
Un insegnante muore improvvisamente mentre sta pedalando in bicicletta. Nella sua borraccia vengono ritrovate tracce di ossicodone in concentrazione letale. Le indagini sul luogo di lavoro, un asilo privato molto costoso e dai metodi pedagogici ultra moderni, svelano i numerosi segreti delle persone che ruotano attorno alla struttura. Qui Andreas incontra anche la sua ex compagna di liceo, Dana, e tra i due è subito colpo di fulmine.

## Senza amore
- Titolo originale: Liebe in Not
- Diretto da: Michael Wenning
- Scritto da: Katja Töner

### Trama
Nel bagagliaio di una vettura incidentata viene ritrovato il cadavere di una donna. La vittima e l'uomo alla guida dell'auto, caduto in coma a seguito dell'incidente, hanno in comune la frequentazione di un'agenzia di viaggi per cuori solitari. Lo stato di salute dell'uomo e la contemporanea crisi coniugale di Ferchert ricordano a Mick gli anni perduti e lo fanno riflettere sui suoi sentimenti per Tanja.

## L'ultima chance
- Titolo originale: Die verpasste Chance
- Diretto da: Michael Wenning
- Scritto da: Robert Dannenberg, Stefan Scheich

### Trama
Un operaio metalmeccanico disoccupato viene assassinato nella sua abitazione. L'uomo era stato recentemente licenziato dall'acciaieria presso cui lavorava, vittima dei tagli portati avanti dall'amministratore delegato. Il manager qualche tempo prima aveva subito un sequestro lampo, conclusosi con il pagamento di un riscatto. Il periodo di terapia per Mick è concluso. Dopo la sua dichiarazione d'amore a Tanja, la psicologa non ha ancora deciso quale risposta dargli.